# Beaumontel
Beaumontel é uma comuna francesa na região administrativa da Normandia, no departamento de Eure. Estende-se por uma área de 11,64 km². Em 2010 a comuna tinha 662 habitantes (densidade: 56,9 hab./km²).